# Tour de Francia 1967
El 54.º Tour de Francia se disputó entre el 29 de junio y el 23 de julio de 1967 con un recorrido de 4779 km. dividido en 22 etapas de las que la primera, la quinta y la vigésimo segunda estuvieron compuestas por dos sectores.
Participaron 130 ciclistas repartidos, bajo la fórmula de equipos nacionales, en 13 equipos de 10 corredores de los que solo lograron llegar a París 88 ciclistas. Ninguno de los equipos logró finalizar la prueba con todos sus integrantes.
Esta edición del Tour quedó marcada por el fallecimiento de Tom Simpson en el ascenso al Mont Ventoux en el curso de la 13.ª etapa, convirtiéndose en la primera víctima oficial del dopaje deportivo.
Fue asimismo la primera edición que comenzó con una etapa prólogo y será la última en la que la prueba finalizaría en el velódromo del Parque de los Príncipes ya que sería demolido poco después.
El vencedor cubrió la prueba a una velocidad media de 35,018 km/h.

## Etapas
| Etapa    | Fecha  | Recorrido                      | Distancia (km) | Ganador               | Líder                 |
| -------- | ------ | ------------------------------ | -------------- | --------------------- | --------------------- |
| 1.ª (1)  | 29 jun | Angers-Angers                  | 5,775 (CRI)    | José María Errandonea | José María Errandonea |
| 1.ª (2)  | 29 jun | Angers-Saint-Malo              | 185,5          | Walter Godefroot      | José María Errandonea |
| 2.ª      | 30 jun | Saint-Malo-Caen                | 180            | Willy Van Neste       | Willy Van Neste       |
| 3.ª      | 1 jul  | Caen-Amiens                    | 248            | Marino Basso          | Giancarlo Polidori    |
| 4.ª      | 2 jul  | Amiens-Roubaix                 | 191            | Guido Reybrouck       | Joseph Spruyt         |
| 5.ª (a)  | 3 jul  | Roubaix-Jambes                 | 172            | Roger Pingeon         | Roger Pingeon         |
| 5.ª (b)  | 3 jul  | Jambes-Jambes                  | 17 (CRE)       | Equipo Belga          | Roger Pingeon         |
| 6.ª      | 4 jul  | Jambes - Metz                  | 238            | Herman Van Springel   | Roger Pingeon         |
| 7.ª      | 5 jul  | Metz-Estrasburgo               | 205,5          | Michael Wright        | Raymond Riotte        |
| 8.ª      | 7 jul  | Estrasburgo-Ballon d'Alsace    | 215            | Lucien Aimar          | Roger Pingeon         |
| 9.ª      | 8 jul  | Belfort-Divonne-les-Bains      | 238,5          | Guido Reybrouck       | Roger Pingeon         |
| 10.ª     | 9 jul  | Divonne-les-Bains-Briançon     | 243            | Felice Gimondi        | Roger Pingeon         |
| 11.ª     | 10 jul | Briançon-Digne-les-Bains       | 197            | José Samyn            | Roger Pingeon         |
| 12.ª     | 11 jul | Digne-les-Bains-Marsella       | 207,5          | Raymond Riotte        | Roger Pingeon         |
| 13.ª     | 13 jul | Marsella-Carpentras            | 211,5          | Jan Janssen           | Roger Pingeon         |
| 14.ª     | 14 jul | Carpentras-Sète                | 201,5          | Barry Hoban           | Roger Pingeon         |
| 15.ª     | 15 jul | Sète-Toulouse                  | 230            | Rolf Wolfshohl        | Roger Pingeon         |
| 16.ª     | 17 jul | Toulouse-Luchon                | 188            | Fernando Manzaneque   | Roger Pingeon         |
| 17.ª     | 18 jul | Luchon-Pau                     | 250            | Raymond Mastrotto     | Roger Pingeon         |
| 18.ª     | 19 jul | Pau-Burdeos                    | 206,5          | Marino Basso          | Roger Pingeon         |
| 19.ª     | 20 jul | Burdeos-Limoges                | 217            | Jean Stablinski       | Roger Pingeon         |
| 20.ª     | 21 jul | Limoges-Puy de Dôme            | 222            | Felice Gimondi        | Roger Pingeon         |
| 21.ª     | 22 jul | Clermont-Ferrand-Fontainebleau | 359            | Paul Lemeteyer        | Roger Pingeon         |
| 22.ª (1) | 23 jul | Fontainebleau-Versalles        | 104            | René Binggeli         | Roger Pingeon         |
| 22.ª (2) | 23 jul | Versalles-París                | 46,6 (CRI)     | Raymond Poulidor      | Roger Pingeon         |

CRI = Contrarreloj individual
CRE = Contrarreloj por equipos

## Clasificaciones

### Clasificación general
| Clasificación general |                     |              |                   |
| Ciclista              | Ciclista            | Equipo       | Tiempo            |
| --------------------- | ------------------- | ------------ | ----------------- |
| 1.º                   | Roger Pingeon       | Francia      | 136 h 53 min 50 s |
| 2.º                   | Julio Jiménez Muñoz | España       | + 3 min 40 s      |
| 3.º                   | Franco Balmamion    | Primavera    | + 7 min 23 s      |
| 4.º                   | Désiré Letort       | Bleuets      | + 8 min 18 s      |
| 5.º                   | Jan Janssen         | Países Bajos | + 9 min 47 s      |
| 6.º                   | Lucien Aimar        | Francia      | + 9 min 47 s      |
| 7.º                   | Felice Gimondi      | Italia       | + 10 min 14 s     |
| 8.º                   | Jozef Huysmans      | Bélgica      | + 16 min 45 s     |
| 9.º                   | Raymond Poulidor    | Francia      | + 18 min 18 s     |
| 10.º                  | Fernando Manzaneque | Esperanza    | + 19 min 22 s     |

### Clasificación por puntos
| Clasificación por puntos |                      |              |        |
| Ciclista                 | Ciclista             | Equipo       | Puntos |
| ------------------------ | -------------------- | ------------ | ------ |
| 1.º                      | Jan Janssen          | Países Bajos | 154    |
| 2.º                      | Guido Reybrouck      | Red Devils   | 119    |
| 3.º                      | Georges Vandenberghe | Bélgica      | 111    |
| 4.º                      | Marino Basso         | Primavera    | 99     |
| 5.º                      | Gerben Karstens      | Países Bajos | 98     |
| 6.º                      | Felice Gimondi       | Italia       | 96     |
| 7.º                      | Michel Grain         | Coqs         | 94     |
| 8.º                      | Roger Pingeon        | Francia      | 89     |
| 9.º                      | Raymond Riotte       | Francia      | 88     |
| 10.º                     | Paul Lemeteyer       | Francia      | 82     |

### Clasificación de la montaña
| Clasificación de la montaña |                     |              |        |
| Ciclista                    | Ciclista            | Equipo       | Puntos |
| --------------------------- | ------------------- | ------------ | ------ |
| 1.º                         | Julio Jiménez Muñoz | España       | 122    |
| 2.º                         | Franco Balmamion    | Primavera    | 68     |
| 3.º                         | Raymond Poulidor    | Francia      | 53     |
| 4.º                         | Felice Gimondi      | Italia       | 45     |
| 5.º                         | Roger Pingeon       | Francia      | 44     |
| 6.º                         | Jan Janssen         | Países Bajos | 33     |
| 7.º                         | Désiré Letort       | Bleuets      | 32     |
| 7.º                         | Fernando Manzaneque | Esperanza    | 32     |
| 9.º                         | Lucien Aimar        | Francia      | 31     |
| 10.º                        | Ventura Díaz Arrey  | Esperanza    | 26     |

### Clasificación por equipos
| Clasificación por equipos |                  |                   |
| Equipo                    | Equipo           | Tiempo            |
| ------------------------- | ---------------- | ----------------- |
| 1.º                       | Francia          | 412 h 16 min 54 s |
| 2.º                       | Países Bajos     | + 38 min 05 s     |
| 3.º                       | Primavera        | + 43 min 49 s     |
| 4.º                       | Bélgica          | + 54 min 15 s     |
| 5.º                       | Bleuets          | + 55 min 26 s     |
| 6.º                       | España           | + 59 min 31 s     |
| 7.º                       | Coqs             | + 1 h 14 min 52 s |
| 8.º                       | Diables rouges   | + 1 h 31 min 55 s |
| 9.º                       | Esparanza        | + 1 h 34 min 25 s |
| 10.º                      | Italia           | + 1 h 34 min 30 s |
| 11.º                      | Alemania         | + 1 h 35 min 45 s |
| 12.º                      | Suiza/Luxemburgo | + 2 h 01 min 11 s |
| 13.º                      | Gran Bretaña     | + 3 h 51 min 16 s |